# O Americano Tranquilo (1958)
The Quiet American (prt: O Americano Tranquilo, ou Um Americano Tranquilo; bra: O Americano Tranquilo) é um filme estadunidense de 1958 do gênero Guerra coescrito e dirigido por Joseph L. Mankiewicz. É a primeira adaptação do livro homônimo de Graham Greene  e também a primeira maior tentativa de mostrar ao público americano as questões geopolíticas da época na Indochina.  Mankiewicz recebeu ajuda no roteiro do agente da CIA Edward Lansdale e que fora falado ser quem verdadeiramente inspirara o personagem "Pyle", interpretado por Audie Murphy que no filme é referido apenas como "o americano".
Hollywood ainda se ressentia dos efeitos da "lista negra" de comunistas entre os artistas e o filme gerou controvérsias. Greene ficou furioso com a omissão da mensagem antiguerra do livro afirmando que o filme era uma "propaganda dos Estados Unidos".  Houve uma refilmagem em 2002, dirigido por Philip Noyce com Brendan Fraser e Michael Caine, numa versão mais fiel ao livro de Greene.[carece de fontes?]

## Elenco
- Audie Murphy..."Americano" (Alden Pyle)
- Michael Redgrave...Thomas Fowler
- Claude Dauphin...Inspetor Vigot
- Giorgia Moll...Phuong
- Bruce Cabot...Bill Granger
- Fred Sadoff...Dominguez
- Kerima...Irmã de Phuong
- Richard Loo...Senhor Heng
- Peter Trent...Eliot Wilkins
- Georges Bréhat...coronel francês
- Clinton Anderson...Joe Morton

## Sinopse
Durante as comemorações do ano novo chinês em 1952, na cidade de Saigon, um corpo aparece boiando sob uma ponte. A 500 quilômetros dali, os colonialistas franceses que dominam o Vietnã lutam contra rebeldes comunistas. O corpo é de um jovem economista americano, que trabalhava para uma organização internacional de ajuda ao povo vietnamita. Em flashback, é narrado que ele se apaixonara pela nativa Phuong (Fênix em vietnamita) que vivia maritalmente com o correspondente de guerra inglês cínico e amargo Thomas Fowler (o narrador). Pyle conta a Fowler sobre seus sentimentos e isso desperta o ciume do inglês. Paralelamente a essa disputa, Fowler começa a suspeitar que Pyle é um agente americano que se opõe aos comunistas e que busca se aliar a um grupo de fanáticos religiosos que se mantém neutro na guerra apesar de terem organizado um exército de 25.000 homens que estão a postos.[carece de fontes?]

## Produção
The Quiet American foi filmado nos Estudios Cinecittà em Roma, entre 28 de janeiro e fins de abril de 1957, com locações em Saigon (foi o primeiro filme naquele país). Bosley Crowther do  New York Times escreveu  : "As cenas filmadas em Saigon possuem a qualidade de um vívido documentário e todo o filme recende a um aroma da fricção no Oriente em ebulição". A equipe sofreu algumas dificuldades para trabalhar nas locações — não puderam filmar durante o meio-dia por causa das sombras e demoraram a obter permissão para entrar num templo budista devido a fase lunar. Sem querer, ajudaram uma passeata de protesto político pois a polícia pensou tratar-se de figuração para o filme.
Montgomery Clift e Laurence Olivier eram os escolhidos para os papeis principais mas após Clift desistir por problemas de saúde, Olivier também deixou o projeto.
Graham Greene tinha sido correspondente de imprensa na Indochina e criticava o crescente envolvimento americano na região. Ao fazer de "Pyle" um cidadão civil para uma agência de ajuda internacional e focando a trama num triângulo amoroso, Joseph L. Mankiewicz diluiu significativamente o impacto da história de Greene, o que fez com que o autor desaprovasse o filme.